# Ledo Takas
Ledo Takas ist ein seit 1996 bestehendes Musiklabel und Mailorder mit Sitz in der litauischen Hauptstadt Vilnius, welches sich auf sämtliche Spielarten des Extreme Metal spezialisiert hat.
So veröffentlichte die litauische Pagan-Metal-Band Obtest mehrere Alben bei Ledo Takas. Die griechische Black-Metal-Gruppe Thou Art Lord veröffentlichte 2002 ihr drittes Album DV8 über das Label. Auch erschienen diverse EPs und Alben politisch rechtsextremer Musikprojekte wie Hate Forest, Horna und Nokturnal Mortum über der Plattenfirma.